# Cercospora hydrangeae
Cercospora hydrangeae är en svampart som beskrevs av Ellis & Everh. 1902. Cercospora hydrangeae ingår i släktet Cercospora och familjen Mycosphaerellaceae.   Inga underarter finns listade i Catalogue of Life.